# Miquel Izard i Llorens
Miquel Izard i Llorens   (Barcelona, 1 d'octubre de 1934 - 16 de gener de 2024) va ser un historiador català.

## Biografia
Izard es va dedicar a la docència i a la recerca en el camp de la Història Moderna i Contemporània, ocupant-se especialment de la revolució industrial a Catalunya i de la història d'Amèrica. Va ser deixeble de Jaume Vicens i Vives, de Jordi Nadal i Oller i, a l'École pratique des hautes études (1960-61), també de Pierre Vilar. Es llicencià i doctorà en Filosofia i Lletres, especialitzant-se en Història per la Universitat de Barcelona (UB), de la qual va ser professor entre el 1961 i 1965. També ho va ser de la Universitat Autònoma de Barcelona entre 1970 i 1975 i, novament, de la UB on, des del 1975, va ser titular del departament d'Història d'Amèrica. A més, va ensenyar a la Universidad Central de Venezuela, la Universitat de Nova York, la Universidad de la República i a la Pontificia Universitat Catòlica de São Paulo.
Va col·laborar en diferents obres de divulgació i va participar en diverses revistes d'història, com L'Avenç, de la qual fou membre assessor. Més enllà de la docència, va treballar també en diverses editorials.
Durant la dictadura franquista, Izard fou militant del Partit Socialista Unificat de Catalunya, el partit antifranquista hegemònic a Catalunya entre 1939 i 1977, on va militar-hi de forma activa entre 1956 i 1968. La seva participació en la Caputxinada el va marcar, havent d'exiliar-se a Veneçuela on, entre 1968 i 1970, va impartir classes a la Universitat de Los Andes, a la ciutat de Mérida. Aquest fet el va portar a ocupar-se també de la història d'Amèrica, més enllà de la història contemporània, a la qual s'havia dedicat en un primer moment.
Un dels seus darrers treballs d'investigació, Entre la ira, la inquietud i el pánico, se centra en la Guerra Civil i, més específicament, en les últimes setmanes del conflicte, quan la caiguda de Barcelona deixava entreveure una derrota imminent del camp republicà.

## Publicacions
- La revolución industrial en España: expansión de la industria algodonera catalana, 1832-1861 (1968, tesi doctoral)
- Revolució industrial i obrerisme. Les Tres Classes del Vapor a Catalunya (1969-1913) (1970)
- Series estadísticas para la historia de Venezuela (1970)
- Esclavos y negreros (1975)
- El segle xix. Burgesos i proletaris (1978)
- Manufactureros, industriales y revolucionarios (1979)
- El miedo a la revolución. La lucha por la libertad en Venezuela (1777-1830) (1979)
- Tierra firme. Historia de Colombia y Venezuela (1987)
- Orejanos, cimarrones y arrochelados (1989)
- Latino-américa, siglo XIX (1990)
- Tierra Firme: Historia de Venezuela y Colombia (1995)
- Sin leña y sin peces deberemos quemar la barca. Pueblo y burguesía en la Cataluña contemporánea (1998)
- El rechazo a la civilización. Sobre quienes no se tragaron que las Indias fueron esa maravilla (2000)
- Patagonia: crónica de un viaje (2011)
- Que lo sepan ellos y no lo olvidemos nosotros: el inverosímil verano del 36 en Cataluña (2012)[6]
- Genocidas, cruzados y castradores: terror y humillación en nuestro pasado (2015)
- 1968: cuando se marchitó el rojo de las banderas (2018)
- Gobernar, coordinar o prevaricar (2019)